# Associazione Sportiva Trapani 1906 1984-1985
Questa pagina raccoglie i dati riguardanti l'Associazione Sportiva Trapani 1906 nelle competizioni ufficiali della stagione 1984-1985.

## Stagione
Nella stagione 1984-1985 l'Associazione Sportiva Trapani disputò il campionato di Campionato Interregionale, raggiungendo il 1º posto e la promozione in serie C2.
Miglior marcatore stagionale è stato Aversa, con 13 reti, seguito da Loffredo (12), Parisella (10) e Busetta (5). I giocatori che disputarono tutte e 30 le partite di campionato sono stati Busetta, La Vecchia, Mauro, Parisella e Pensabene. I calciatori che disputarono il maggior numero di gare sono La Vecchia, Mauro e Pensabene, con un totale di 33 incontri disputati. 

## Divise e sponsor
I colori sociali dell'Associazione Sportiva Trapani 1906 sono il granata ed il bianco. Il fornitore ufficiale di materiale tecnico per la stagione è Ennerre, mentre lo sponsor di maglia è Olio Caruso.
| Casa | Trasferta |

## Rosa
| N. |                   | Ruolo | Calciatore        |
| -- | ----------------- | ----- | ----------------- |
|    | Italia (bandiera) | P     | Raimondo Mauro    |
|    | Italia (bandiera) | P     | Fabio Cuccia      |
|    | Italia (bandiera) | D     | Natale Bonventre  |
|    | Italia (bandiera) | D     | Giuseppe Busetta  |
|    | Italia (bandiera) | D     | Domenico Cintura  |
|    | Italia (bandiera) | D     | Ettore La Vecchia |
|    | Italia (bandiera) | D     | Marco Serafini    |
|    | Italia (bandiera) | D     | Ilmo Perdichizzi  |
|    | Italia (bandiera) | D     | Roberto Armeni    |
|    | Italia (bandiera) | C     | Vito Valenti      |

| N. |                   | Ruolo | Calciatore           |
| -- | ----------------- | ----- | -------------------- |
|    | Italia (bandiera) | C     | Giuseppe Del Giudice |
|    | Italia (bandiera) | C     | Giuseppe Irrera      |
|    | Italia (bandiera) | C     | Andrea Pensabene     |
|    | Italia (bandiera) | C     | Carmelo Rosone       |
|    | Italia (bandiera) | C     | Vitorio D'Agostino   |
|    | Italia (bandiera) | A     | Santo Aversa         |
|    | Italia (bandiera) | A     | Mario Loffredo       |
|    | Italia (bandiera) | A     | Renato Maggio        |
|    | Italia (bandiera) | A     | Piero Parisella      |

## Calciomercato
| Acquisti | Acquisti         | Acquisti    | Acquisti |
| R.       | Nome             | da          | Modalità |
| -------- | ---------------- | ----------- | -------- |
| A        | Mario Loffredo   | Afragolese  |          |
| C        | Giuseppe Irrera  | Villafranca |          |
| A        | Renato Maggio    | Favara      |          |
| A        | Piero Parisella  | Formia      |          |
| C        | Andrea Pensabene | Nissa       |          |
| D        | Ilmo Perdichizzi | Canicattì   |          |

| Cessioni | Cessioni | Cessioni | Cessioni |
| R.       | Nome     | a        | Modalità |
| -------- | -------- | -------- | -------- |

## Risultati

### Interregionale

#### Girone di andata
| Paternò 23 settembre 1984, ore 15:30 UTC+1 1ª giornata | Paternò | 0 – 0 | Trapani | Stadio Salinelle |

| Trapani 30 settembre 1984, ore 15:30 UTC+1 2ª giornata     | Trapani   | 2 – 0 | Nuova Igea | Stadio Polisportivo Provinciale |
| \| \| \| \| \| 11’ Aversa 70’ Parisella \| Marcatori \| \| |           |       |            |                                 |
|                                                            |           |       |            |                                 |
| 11’ Aversa 70’ Parisella                                   | Marcatori |       |            |                                 |

| Castelvetrano 7 ottobre 1984, ore 15:30 UTC+1 3ª giornata | Folgore Castelvetrano | 0 – 1      | Trapani | Stadio Paolo Marino |
| \| \| \| \| \| \| Marcatori \| 17’ Aversa \|              |                       |            |         |                     |
|                                                           |                       |            |         |                     |
|                                                           | Marcatori             | 17’ Aversa |         |                     |

| Mazara del Vallo 14 ottobre 1984, ore 15:30 UTC+1 4ª giornata | Mazara | 0 – 0 | Trapani | Stadio Nino Vaccara |

| Trapani 21 ottobre 1984, ore 15:30 UTC+1 5ª giornata | Trapani   | 1 – 0 | Marsala | Stadio Polisportivo Provinciale |
| \| \| \| \| \| 14’ Bonventre \| Marcatori \| \|      |           |       |         |                                 |
|                                                      |           |       |         |                                 |
| 14’ Bonventre                                        | Marcatori |       |         |                                 |

| Favara 28 ottobre 1984, ore 15:30 UTC+1 6ª giornata       | Favara    | 0 – 2                   | Trapani | Stadio Giovanni Bruccoleri |
| \| \| \| \| \| \| Marcatori \| 4’ Valenti 55’ Loffredo \| |           |                         |         |                            |
|                                                           |           |                         |         |                            |
|                                                           | Marcatori | 4’ Valenti 55’ Loffredo |         |                            |

| Trapani 4 novembre 1984, ore ??:?? UTC+1 7ª giornata         | Trapani   | 2 – 0 | Ragusa | Stadio Polisportivo Provinciale |
| \| \| \| \| \| 23’ Loffredo 31’ Parisella \| Marcatori \| \| |           |       |        |                                 |
|                                                              |           |       |        |                                 |
| 23’ Loffredo 31’ Parisella                                   | Marcatori |       |        |                                 |

| Trapani 11 novembre 1984, ore 14:30 UTC+1 8ª giornata                 | Trapani   | 2 – 1              | Acireale | Stadio Polisportivo Provinciale |
| \| \| \| \| \| 34’ 47’ Loffredo \| Marcatori \| 90’ (rig.) Nastasi \| |           |                    |          |                                 |
|                                                                       |           |                    |          |                                 |
| 34’ 47’ Loffredo                                                      | Marcatori | 90’ (rig.) Nastasi |          |                                 |

| Scicli 18 novembre 1984, ore 14:30 UTC+1 9ª giornata | Scicli | 0 – 0 | Trapani | Stadio Ciccio Scapellato |

| Trapani 25 novembre 1984, ore 14:30 UTC+1 10ª giornata                  | Trapani   | 1 – 1            | Mascalucia | Stadio Polisportivo Provinciale |
| \| \| \| \| \| 86’ (rig.) Parisella \| Marcatori \| 63’ Impellizzeri \| |           |                  |            |                                 |
|                                                                         |           |                  |            |                                 |
| 86’ (rig.) Parisella                                                    | Marcatori | 63’ Impellizzeri |            |                                 |

| Niscemi 2 dicembre 1984, ore 14:30 UTC+1 11ª giornata         | Niscemi   | 1 – 1         | Trapani | Stadio Comunale |
| \| \| \| \| \| 36’ Sequenzia \| Marcatori \| 39’ Parisella \| |           |               |         |                 |
|                                                               |           |               |         |                 |
| 36’ Sequenzia                                                 | Marcatori | 39’ Parisella |         |                 |

| Trapani 9 dicembre 1984, ore 14:30 UTC+1 12ª giornata                                     | Trapani   | 3 – 1     | Sciacca | Stadio Polisportivo Provinciale |
| \| \| \| \| \| 24’ (rig.) Parisella 53’ Pensabene 85’ Aversa \| Marcatori \| 51’ Lamia \| |           |           |         |                                 |
|                                                                                           |           |           |         |                                 |
| 24’ (rig.) Parisella 53’ Pensabene 85’ Aversa                                             | Marcatori | 51’ Lamia |         |                                 |

| Trapani 16 dicembre 1984, ore 14:30 UTC+1 13ª giornata | Trapani   | 1 – 0 | Giarre | Stadio Polisportivo Provinciale |
| \| \| \| \| \| 35’ Busetta \| Marcatori \| \|          |           |       |        |                                 |
|                                                        |           |       |        |                                 |
| 35’ Busetta                                            | Marcatori |       |        |                                 |

| Enna 23 dicembre 1984, ore 14:30 UTC+1 14ª giornata | Enna      | 1 – 0 | Trapani | Stadio Generale Gaeta |
| \| \| \| \| \| Saracino 61’ \| Marcatori \| \|      |           |       |         |                       |
|                                                     |           |       |         |                       |
| Saracino 61’                                        | Marcatori |       |         |                       |

| Trapani 6 gennaio 1985, ore 14:30 UTC+1 15ª giornata                                            | Trapani   | 5 – 0 | Caltagirone | Stadio Polisportivo Provinciale |
| \| \| \| \| \| 1’ Loffredo 3’ Aversa 10’ Busetta 17’ Del Giudice 83’ Culotti \| Marcatori \| \| |           |       |             |                                 |
|                                                                                                 |           |       |             |                                 |
| 1’ Loffredo 3’ Aversa 10’ Busetta 17’ Del Giudice 83’ Culotti                                   | Marcatori |       |             |                                 |

#### Girone di ritorno
| Trapani 27 gennaio 1985, ore 14:30 UTC+1 16ª giornata                                                              | Trapani   | 5 – 1                | Paternò | Stadio Polisportivo Provinciale |
| \| \| \| \| \| 4’ Aversa 43’ Busetta 51’ Loffredo 64’ Parisella 83’ Maggio \| Marcatori \| 14’ (rig.) Castorina \| |           |                      |         |                                 |
| |           |                      |         |                                 |
| 4’ Aversa 43’ Busetta 51’ Loffredo 64’ Parisella 83’ Maggio                                                        | Marcatori | 14’ (rig.) Castorina |         |                                 |

| Barcellona Pozzo di Gotto 3 febbraio 1985, ore 14:30 UTC+1 17ª giornata  | Nuova Igea | 1 – 2                     | Trapani | Stadio Carlo Stagno d'Alcontres |
| \| \| \| \| \| 50’ Randazzo \| Marcatori \| 34’ Parisella 75’ Busetta \| |            |                           |         |                                 |
|                                                                          |            |                           |         |                                 |
| 50’ Randazzo                                                             | Marcatori  | 34’ Parisella 75’ Busetta |         |                                 |

| Trapani 10 febbraio 1985, ore 14:30 UTC+1 18ª giornata                        | Trapani   | 2 – 1          | Folgore Castelvetrano | Stadio Polisportivo Provinciale |
| \| \| \| \| \| 15’ Aversa 60’ (rig.) Irrera \| Marcatori \| 84’ Calandrino \| |           |                |                       |                                 |
|                                                                               |           |                |                       |                                 |
| 15’ Aversa 60’ (rig.) Irrera                                                  | Marcatori | 84’ Calandrino |                       |                                 |

| Trapani 17 febbraio 1985, ore 14:30 UTC+1 19ª giornata | Trapani | 0 – 0 | Mazara | Stadio Polisportivo Provinciale |

| Marsala 24 febbraio 1985, ore 14:30 UTC+1 20ª giornata                                         | Marsala   | 0 – 5                                                        | Trapani | Stadio Antonino Lombardo Angotta |
| \| \| \| \| \| \| Marcatori \| 12’ 13’ Aversa 68’ Parisella 78’ (aut.) Manzo 86’ D'Agostino \| |           |                                                              |         |                                  |
|                                                                                                |           |                                                              |         |                                  |
|                                                                                                | Marcatori | 12’ 13’ Aversa 68’ Parisella 78’ (aut.) Manzo 86’ D'Agostino |         |                                  |

| Trapani 3 marzo 1985, ore 14:30 UTC+1 21ª giornata                              | Trapani   | 3 – 2              | Favara | Stadio Polisportivo Provinciale |
| \| \| \| \| \| 7’ 61’ Aversa 58’ Loffredo \| Marcatori \| 11’ 72’ La Morella \| |           |                    |        |                                 |
|                                                                                 |           |                    |        |                                 |
| 7’ 61’ Aversa 58’ Loffredo                                                      | Marcatori | 11’ 72’ La Morella |        |                                 |

| Ragusa 17 marzo 1985, ore 14:30 UTC+1 22ª giornata | Ragusa | 0 – 0 | Trapani | Stadio Aldo Campo |

| Acireale 24 marzo 1985, ore 14:30 UTC+1 23ª giornata | Acireale | 0 – 0 | Trapani | Stadio Tupparello |

| Trapani 31 marzo 1985, ore 14:30 UTC+1 24ª giornata                                | Trapani   | 3 – 1      | Scicli | Stadio Polisportivo Provinciale |
| \| \| \| \| \| 34’ Parisella 57’ Loffredo 89’ Aversa \| Marcatori \| 40’ Nolano \| |           |            |        |                                 |
|                                                                                    |           |            |        |                                 |
| 34’ Parisella 57’ Loffredo 89’ Aversa                                              | Marcatori | 40’ Nolano |        |                                 |

| Mascalucia 14 aprile 1985, ore 14:30 UTC+1 25ª giornata       | Mascalucia | 2 – 0 | Trapani | Stadio |
| \| \| \| \| \| 49’ Strano 81’ Impellizzeri \| Marcatori \| \| |            |       |         |        |
|                                                               |            |       |         |        |
| 49’ Strano 81’ Impellizzeri                                   | Marcatori  |       |         |        |

| Trapani 21 aprile 1985, ore 15:00 UTC+1 26ª giornata                               | Trapani   | 4 – 0 | Niscemi | Stadio Polisportivo Provinciale |
| \| \| \| \| \| 27’ (rig.) Culotti 64’ 72’ Pensabene 80’ Busetta \| Marcatori \| \| |           |       |         |                                 |
|                                                                                    |           |       |         |                                 |
| 27’ (rig.) Culotti 64’ 72’ Pensabene 80’ Busetta                                   | Marcatori |       |         |                                 |

| Sciacca 28 aprile 1985, ore 15:00 UTC+1 27ª giornata | Sciacca   | 0 – 1              | Trapani | Stadio Luigi Riccardo Gurrera |
| \| \| \| \| \| \| Marcatori \| 63’ (rig.) Culotti \| |           |                    |         |                               |
|                                                      |           |                    |         |                               |
|                                                      | Marcatori | 63’ (rig.) Culotti |         |                               |

| Giarre 5 maggio 1985, ore 15:00 UTC+1 28ª giornata   | Giarre    | 1 – 0 | Trapani | Stadio Regionale |
| \| \| \| \| \| 77’ (aut.) Culotti \| Marcatori \| \| |           |       |         |                  |
|                                                      |           |       |         |                  |
| 77’ (aut.) Culotti                                   | Marcatori |       |         |                  |

| Trapani 12 maggio 1985, ore 15:00 UTC+1 29ª giornata                                    | Trapani   | 3 – 1           | Enna | Stadio Polisportivo Provinciale |
| \| \| \| \| \| 8’ Bonventre 19’ Culotti 58’ Loffredo \| Marcatori \| 70’ (rig.) Oddo \| |           |                 |      |                                 |
|                                                                                         |           |                 |      |                                 |
| 8’ Bonventre 19’ Culotti 58’ Loffredo                                                   | Marcatori | 70’ (rig.) Oddo |      |                                 |

| Caltagirone 19 maggio 1985, ore 15:00 UTC+1 30ª giornata               | Caltagirone | 0 – 3                                | Trapani | Stadio Agesilao Greco |
| \| \| \| \| \| \| Marcatori \| 5’ Aversa 26’ Loffredo 79’ Parisella \| |             |                                      |         |                       |
|                                                                        |             |                                      |         |                       |
|                                                                        | Marcatori   | 5’ Aversa 26’ Loffredo 79’ Parisella |         |                       |

### Coppa Italia Dilettanti

#### Primo turno
| Trapani 2 settembre 1984 1ª giornata                           | Trapani   | 2 – 0 | Folgore Castelvetrano | Stadio Polisportivo Provinciale |
| \| \| \| \| \| 7’ Culotti 32’ (aut.) Moceri \| Marcatori \| \| |           |       |                       |                                 |
|                                                                |           |       |                       |                                 |
| 7’ Culotti 32’ (aut.) Moceri                                   | Marcatori |       |                       |                                 |

| Sciacca 16 settembre 1984 2ª giornata                                   | Sciacca   | 0 – 3                                 | Trapani | Stadio Luigi Riccardo Gurrera |
| \| \| \| \| \| \| Marcatori \| 8’ Pensabene 47’ Loffredo 78’ Culotti \| |           |                                       |         |                               |
|                                                                         |           |                                       |         |                               |
|                                                                         | Marcatori | 8’ Pensabene 47’ Loffredo 78’ Culotti |         |                               |

#### Secondo turno
| Trapani 1º novembre 1984 1ª giornata                    | Trapani   | 1 – 1      | Enna | Stadio Polisportivo Provinciale |
| \| \| \| \| \| 70’ Aversa \| Marcatori \| 66’ D'Anna \| |           |            |      |                                 |
|                                                         |           |            |      |                                 |
| 70’ Aversa                                              | Marcatori | 66’ D'Anna |      |                                 |

| Mazara del Vallo 30 dicembre 1984 2ª giornata                                                 | Mazara    | 5 – 1      | Trapani | Stadio Nino Vaccara |
| \| \| \| \| \| 35’ 68’ Pecoraro 80’ Falce 81’ Sinatra 88’ Manca \| Marcatori \| 25’ Irrera \| |           |            |         |                     |
|                                                                                               |           |            |         |                     |
| 35’ 68’ Pecoraro 80’ Falce 81’ Sinatra 88’ Manca                                              | Marcatori | 25’ Irrera |         |                     |

## Statistiche

### Statistiche di squadra
| Competizione            | Punti | In casa | In casa | In casa | In casa | In casa | In casa | In trasferta | In trasferta | In trasferta | In trasferta | In trasferta | In trasferta | Totale | Totale | Totale | Totale | Totale | Totale | DR  |
| Competizione            | Punti | G       | V       | N       | P       | Gf      | Gs      | G            | V            | N            | P            | Gf           | Gs           | G      | V      | N      | P      | Gf     | Gs     | DR  |
| ----------------------- | ----- | ------- | ------- | ------- | ------- | ------- | ------- | ------------ | ------------ | ------------ | ------------ | ------------ | ------------ | ------ | ------ | ------ | ------ | ------ | ------ | --- |
| Interregionale          | 46    | 15      | 13      | 2       | 0       | 37      | 9       | 15           | 6            | 6            | 3            | 15           | 6            | 30     | 19     | 8      | 3      | 52     | 15     | +37 |
| Coppa Italia Dilettanti | 5     | 2       | 1       | 1       | 0       | 3       | 1       | 2            | 1            | 0            | 1            | 4            | 5            | 4      | 2      | 1      | 1      | 7      | 6      | +1  |
| Totale                  | 51    | 17      | 14      | 3       | 0       | 40      | 10      | 17           | 7            | 6            | 4            | 19           | 11           | 34     | 21     | 9      | 4      | 59     | 21     | +38 |